# Fritillaria alburyana
Fritillaria alburyana är en liljeväxtart som beskrevs av Edward Martyn Rix. Fritillaria alburyana ingår i Klockliljesläktet och i familjen liljeväxter. Inga underarter finns listade.